# Onocolus compactilis
Onocolus compactilis là một loài nhện trong họ Thomisidae.
Loài này thuộc chi Onocolus. Onocolus compactilis được Eugène Simon miêu tả năm 1895.